# ماریو آرتس
ماریو آرتس (انگلیسی: Mario Aerts؛ زادهٔ ۳۱ دسامبر ۱۹۷۴) دوچرخه‌سوار اهل بلژیک است.
از باشگاه‌هایی که در آن بازی کرده‌است می‌توان به اسپورت فلاندر-بالوزه، تیم لوتو–سودال، اچ‌تی‌سی-هایرود، و تیم لوتو–سودال اشاره کرد.